# Liveage!
Liveage! is het eerste livealbum van de Amerikaanse punkband Descendents. Het album werd uitgegeven in 1987 via het platenlabel SST Records. Het album werd opgenomen in Minneapolis tijdens de zogenaamde FinALL Tour, wat verwijst naar het besluit van Aukerman om de band te verlaten en een carrière te maken met zijn biochemie-studie. Liveage! wordt gevolgd door het tweede livealbum Hallraker: Live! dat deels is opgenomen tijdens dezelfde show.

## Nummers
| 1. "All" - 0:01 2. "I'm Not a Loser" - 1:22 3. "Silly Girl" - 2:05 4. "I Wanna Be a Bear" - 0:40 5. "Coolidge" - 2:32 6. "Weinerschnitzel" - 0:09 7. "I Don't Want to Grow Up" - 1:19 8. "Kids" - 0:39 9. "Wendy" (cover van The Beach Boys) 2:07 10. "Get the Time" - 2:59 | 1. "Descendents" - 1:41 2. "Sour Grapes" - 4:20 3. "All-O-Gistics" - 3:38 4. "Myage" - 1:55 5. "My Dad Sucks" - 0:36 6. "Van" - 3:01 7. "Suburban Home" - 1:30 8. "Hope" - 1:59 9. "Clean Sheets" - 3:01 10. "Pervert" - 2:11 |

## Band
- Karl Alvarez - basgitaar
- Milo Aukerman - zang
- Stephen Egerton - gitaar
- Bill Stevenson - drums